# James Hovis Hodges
James "Jim" Hovis Hodges (19 de novembro 1956) é um político filiado no Partido Democrata dos Estados Unidos que serviu um mandato como Governador da Carolina do Sul, de 1999 até 2003.

## Início da carreira
James Hovis Hodges cresceu em Lancaster, Carolina do Sul, perto da fronteira com a Carolina do Norte. Estudou no Davidson College e depois na Universidade da Carolina do Sul (USC), onde se graduou em 1979. Mais tarde, Hodges graduou-se também pela Faculdade de Direito da USC em 1982. Após a formatura, Hodges retornou a Lancaster para exercer a advocacia. Tornou-se procurador do município. Em 1986 ele começou sua carreira política aos 29 anos de idade com uma eleição bem sucedida para a Câmara dos Deputados de seu estado.
Hodges permaneceu no legislativo estadual por onze anos, conquistando o apoio da Federação Nacional das Empresas Independentes e da Associação Nacional do Rifle com seu histórico de votações conservadoras.
Na Câmara, Hodges serviu como presidente do Comitê Judiciário a partir de 1992 até 1994, e como a líder democrata na Casa desde 1995 até 1997. Quando Hodges concorreu para governador em 1998, sendo considerado um azarão contra o seu adversário republicano, o governador David Beasley.

## Governador
Como governador da Carolina do Sul, Hodges trabalhou para adicionar o feriado de Martin Luther King aos calendários oficiais do estado. Ele também iniciou a construção da nova ponte do rio Cooper, em Charleston, que é o maior da América do Norte em cabo estendido. 
Ele sofreu duras críticas pelos erros cometidos durante a evacuação de Charleston em 1999, durante a passagem do furacão Floyd. Jornais em Carolina do Sul, particularmente Charleston, criticaram Hodges pelo tráfego ao longo da estrada Carolina do Sul I-26, para evitar os engarrafamentos de trânsito que ocorreram com os moradores que tentavam fugir do caminho da tempestade. 
Hodges defendeu seu plano de evacuação, dizendo à imprensa em 1999 que o processo de transferência de centenas de milhares de pessoas no interior ainda ocorreu de uma maneira oportuna. "Acho que precisamos colocar as coisas em perspectiva aqui", disse Hodges. "Esta foi a maior evacuação de paz na história dos Estados Unidos, e foi tudo feito em cerca de doze horas . Quando você tem 800 milhares de sul-carolinianos para deixar a costa, juntamente com mais de um milhão de outras áreas abaixo da Geórgia e na Flórida, você vai ter problemas de trânsito. " 

Durante seu mandato, Hodges também assinou uma lei incentivando as escolas a receberem alunos que dizer "Sim, senhor" e "Sim, senhora" aos professores. Ele anunciou um plano para aumentar os salários dos professores com a média nacional em 2007. 